# Dane naprawcze
Dane naprawcze - pakiety nadmiarowych danych mające za zadanie ochronę integralności pliku lub grupy plików. Umożliwiają odtworzenie uszkodzonych zasobów do stanu pierwotnego, wykorzystując specjalizowane algorytmy zaimplementowane w dedykowanym oprogramowaniu.
Dane te mogą być wygenerowane jako integralna część archiwum (np.: RAR - program WinRAR), bądź jako dodatkowe pliki (np.: PAR - program QuickPar). Zaletą tego drugiego rozwiązania jest to, że oprogramowanie generuje dane naprawcze do dowolnego formatu danych, a nie tylko plików archiwum.